# 바바옙스키군

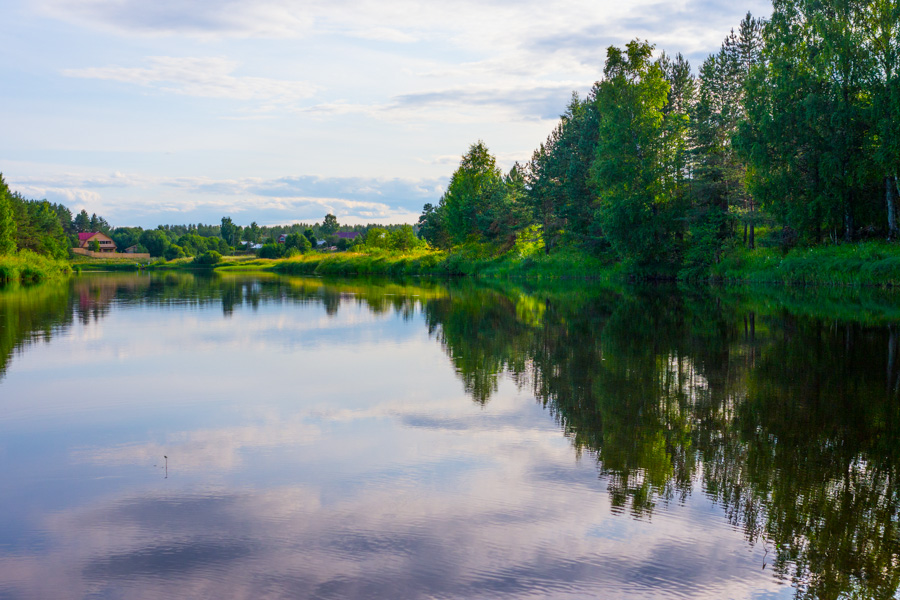

바바옙스키군(러시아어: Бабаевский район)은 볼로그다 주에 위치한 군이다. 볼로그다에서 292km 떨어져 있다.
- 중심지: 바바예보
- 면적: 9,2300 sq.km(주 면적의 6,3%를 차기)
- 인구: 28,700명(주 인구의 2,1%를 차지)
- 역: Бабаево, В-Вольск, Тешемля, Тимошкино, Ольховик, Сиуч